# Kiheitai

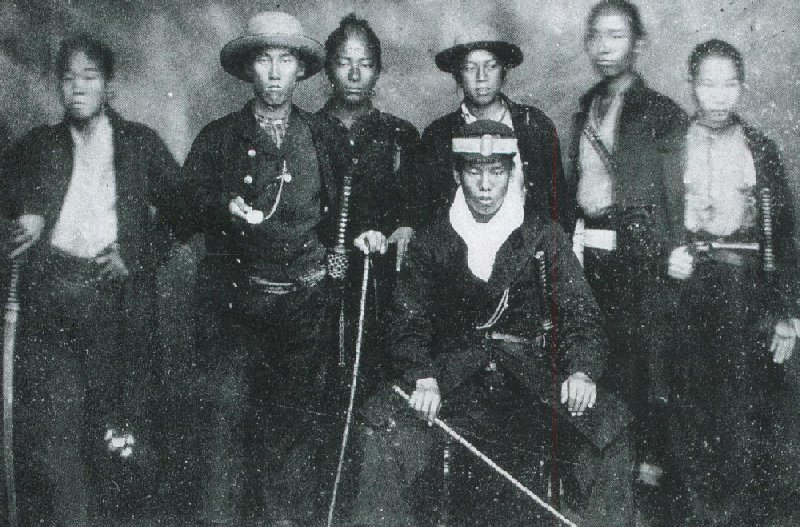
Eine Gruppe Kiheitai, um 1864/65

Kiheitai (jap. 奇兵隊, dt. „Kommandotruppe; irreguläre Truppe“) war eine Freiwilligenmiliz, die im Jahre 1863 von Takasugi Shinsaku in Chōshū (heute Präfektur Yamaguchi) in Japan gegründet wurde, um die regulären Truppen für den Fall eines Angriffs auf das Daimyat durch ausländische Truppen oder diejenigen des Bakufu zu verstärken. Später wurde die Einheit von Yamagata Aritomo kommandiert. Die Truppe bestand aus 300 bis 500 Mann, die nicht nur dem Samurai-Stand, sondern allen sozialen Schichten entstammten. Die Truppe war eine bedeutende Kraft hinter der Sonnō-jōi-Bewegung und spielte eine wichtige Rolle im Boshin-Krieg.

## Hintergrund und Ursprung
In der Zeit des Bakumatsu entstand in Japan die Sonnō-jōi-Bewegung in Reaktion auf die erzwungene Öffnung Japans im Vertrag von Kanagawa und weitere als Demütigung empfundene Ungleiche Verträge. Nach der Unterzeichnung des Harris-Vertrags 1858 begannen die Anhänger der Bewegung sich in den Han Chōshū, Satsuma, Mito und Tosa rasch zu radikalisieren und unter der Führung von Yoshida Shōin offen für den gewaltsamen Sturz des Shōgunats und die Wiederherstellung der Macht des Tennō einzutreten. In der Folge kam es zu mehreren Attentaten auf Würdenträger des Bakufu und auch auf Ausländer, ein Ausdruck der Fremdenfeindlichkeit (jōi) der Rebellenbewegung.
Als das Shōgunat auf die zunehmenden Attentate mit der Gründung der Samurai-Miliz Shinsengumi reagierte, zeigte sich rasch die militärische Unterlegenheit der Sonnō-jōi-Rebellen gegenüber den Regierungstruppen. Die Mito-Rebellion wurde im Januar 1865 von Truppen des Shōgunats niedergeschlagen, eine Strafexpedition des Bakufu gegen Chōshū endete mit der kampflosen Unterwerfung des Han. Auch kam es zu Spannungen mit den westlichen Mächten. Vor diesem Hintergrund begannen die Sonnō-jōi-Aktivisten mit der Aufstellung eigener Milizen, den so genannten shotai.

## Aufbau und Zusammensetzung
Mit einer Stärke von 300 bis 500 Mann war die Kiheitai die größte und bekannteste der shotai.　
Die Kiheitai setzte sich wie die meisten anderen Milizen der Zeit aus Angehörigen aller Stände zusammen. Sofern sie einen Stellvertreter oder Erben mit der Feldarbeit betrauen konnten, wurden auch Bauern in die Reihen der Kiheitai aufgenommen. Bauern, die von ihren Feldern geflohen waren, wurden jedoch nicht rekrutiert und regelmäßig zurückgeschickt. Die Einheit war insofern antifeudal, als sie die Notwendigkeit erkannte, die Bauern von dem feudalen Joch zu befreien und sich die frei werdenden Energien im Kampf gegen das Bakufu zu Nutze zu machen. Während sich jedoch einige shotai zu über siebzig Prozent aus dem Bauernstand rekrutierten, fanden sich in der Kiheitai mehr samurai als Gemeine.
Der Einsatz moderner westlicher Waffen gab den Milizionären der Kiheitai einen taktischen Vorteil gegenüber den samurai der Tokugawa-Truppen, welche traditionelle Waffen wie Bogen oder Schwert bevorzugten. Die Kiheitai war außerdem berühmt für ihre Disziplin und ihre westliche Militärtaktik. Die Kiheitai verfolgten als "außergewöhnliche" (ki) Truppe eine Taktik der Überraschung und griffen an, wo und wann der Gegner sie nicht erwartete. Auch wurde die Einheit von fähigen Kommandeuren wie Takasugi Shinsaku oder Ōmura Masujirō befehligt, der als Begründer der Kaiserlich Japanischen Armee angesehen wird.
Die Kiheitai dienten ursprünglich lediglich der Unterstützung der regulären Truppen des Han und wurden zunächst für den Küstenschutz von Chōshū eingesetzt.

## Militärische Einsätze
Nachdem die radikalen Sonnō-jōi-Aktivisten aus Chōshū und ihre Unterstützer am Hof von Kyōto 1863 von einer Allianz von Samurai aus Satsuma und Aizu vom Kaiserhof vertrieben worden waren, marschierten die Radikalen aus Chōshū im August 1864 erneut auf Kyōto, um den Kaiser wieder als Herrscher von Japan zu installieren. Die Aufständischen, die von der Kiheitai unterstützt wurden, wurden jedoch von dem zusammengesetzten Aufgebot der Satsuma- und Aizu-Samurai vor dem Verbotenen Tor aufgehalten und besiegt. Radikale Hofadlige, die das Shōgunat zugunsten des Kaisers abschaffen wollten, mussten aus Kyōto fliehen.
Einen weiteren schweren Rückschlag erlitten die radikalen Reformer aus Chōshū Anfang September 1864 während des Bombardements von Shimonoseki, nachdem eine Küstenbatterie der Kiheitai das Feuer auf eine alliierte Flotte eröffnet hatte.
Nach der Wiedereinsetzung des Kaisers 1868 wurde die Kiheitai zusammen mit anderen Einheiten aus Chōshū in die Armee der neuen Regierung integriert. Als Teil dieser Armee nahm sie an den Kämpfen gegen die Truppen des Bakufu im Boshin-Krieg teil.